# راس الماء (عين شقف)
راس الماء هي إحدى مشيخات المملكة المغربية، تتبع جغرافيا لإقليم مولاي يعقوب وإداريًا لعين شقف. يقدر عدد سكانها بـ 16072 نسمة حسب الإحصاء الرسمي للسكان والسكنى لسنة 2004.